# 马边四极虫
马边四极虫（学名：Chloromyxum mapienensis）为四极科四极虫属的动物。在中国，分布于四川等，营寄生生活，寄生在云南光唇鱼的胆囊。